# Nuuvem
Nuuvem é uma distribuidora brasileira de jogos eletrônicos para os sistemas operacionais Windows, macOS e Linux, além de créditos para consoles (Xbox, Playstation e LoL), com sede no Rio de Janeiro. É possível adquirir lançamentos, títulos clássicos e até mesmo coletâneas de jogos.
Atualmente, a loja conta com um catálogo de mais de 4.000 jogos de empresas como Warner Brothers, Ubisoft, Take-Two, Konami, Rockstar, Capcom, Blizzard etc, que podem ser ativados no Steam, Ubisoft Connect, GOG.com, Battle.net ou Origin.

## História
O projeto surgiu em 2009, 1 ano depois de Thiago Diniz, na época com 26 anos, ser campeão mundial de Battle for Middle Earth, jogo de estratégia baseado no Senhor do Anéis. Essa experiência lhe rendeu contato com produtores de jogos e com os jogadores brasileiros. Encontrou uma oportunidade e abriu sua primeira loja, a RTS Games Store, que comprava e revendia jogos físicos. Ele fazia toda a operação, enviava pelo correio as caixas com CDs e manual dos jogos. 
Não demorou para perceber que o futuro estava na nuvem. E então, conheceu online Andrey Beserra, designer de 26 anos que morava na Paraíba, e Paulo Schilling, programador que tinha 23 anos e na época morava no Rio Grande do Sul. Juntos, os três fundaram a Nuuvem em 2011. Um mês depois, entra em cena Fernando Campos, empresário e investidor que estava procurando oportunidades para iniciar uma nova startup. 
Os dois se conheceram a partir de um amigo em comum. Fernando e Thiago já moravam no Rio de Janeiro, encontraram suas afinidades e o projeto andou. Ambos investiram 200 mil reais na estruturação da empresa. Hoje, Fernando é CEO, Thiago é COO, Paulo é CTO e Andrey é UI/UX Designer. 

## Estatísticas
Em julho de 2016, a distribuidora atingiu a marca de R$30 milhões em royalties distribuídos aos desenvolvedores de jogos. O Brasil é o 11º maior mercado de jogos do mundo e movimentou mais de US$ 1,4 bilhão com o negócio em 2016. No mundo, o setor movimentou US$ 91 bilhões nesse mesmo ano. 